# Chunarughat
Chunarughat (en bengali : চুনারুঘাট) est une upazila du Bangladesh dans le district de Habiganj. En 1991, on y dénombrait 233 752 habitants.